# Leszek Sztokała
Leszek Mariusz Sztokała (ur. 5 lutego 1969 w Szczecinie) – wrocławski kaskader, statysta, aktor-epizodysta oraz muzyk. Jest absolwentem Szkoły Kaskaderów Filmowych w Krakowie, członkiem Stunt Team Poland. Tworzy pokazy Stunts Fire Show.

## Życiorys
W 1971 roku wyjechał wraz z rodzicami ze Szczecina i zamieszkał na stałe we Wrocławiu. W latach 1985–1988 pobierał nauki w ZSZ ELWRO, gdzie został dostrzeżony i doceniony przez nauczyciela wychowania fizycznego Henryka Załęskiego, byłego mistrza boksu, lekkoatlety i maratończyka. Za jego namową brał udział w sztafetach, biegach krótkich i długodystansowych, skoku w dal, gimnastyce akrobatycznej, pływaniu, a nawet jeździe na łyżwach.
Po ukończeniu szkoły podjął pracę w Elektronicznych Zakładach Naukowych ELWRO, a następnie został powołany do służby wojskowej, gdzie jako elew Centralnego Ośrodka Szkolenia Specjalistów Technicznych Wojsk Lotniczych w Oleśnicy ukończył szkolenie specjalistów ze stopniem bardzo dobrym (Świadectwo Ministra Obrony Narodowej).
Po powrocie do rodzinnego miasta pracował w wielu zawodach, ostatecznie zajmuje się grafiką reklamową. W wolnym czasie zajmował się również muzyką, grając na gitarze basowej kolejno w zespołach Spectrum+, Bakcyl, SpeedFire. Został dostrzeżony przez dwóch wrocławskich muzyków: Wojciecha Maciejewskiego oraz Roberta Szymańskiego. Powstała grupa Kilersi, do której dołączył wraz z Waldemarem Ogrodniczakiem i w tym składzie rozpoczął karierę w kraju i za granicą, grając koncerty pod pseudonimem matrix i maximus. Zespół ten, ma na swoim koncie wiele wydawnictw muzycznych oraz setki koncertów w kraju i za granicą.
W 2000 roku Leszek Sztokała wrócił także do sportu, rozpoczął szkolenie w Dolnośląskiej Sekcji Aikido Hirokazu Kobayaschi, wiele lat treningów jest w końcu początkiem jego prawdziwej pasji. W 2007 roku rozpoczął naukę w Szkole Kaskaderów Filmowych 13 w Krakowie. Po jej ukończeniu w 2009 roku dostał się do ścisłej czołówki Stunt Team Poland, której szefem i koordynatorem jest Marek Sołek. W grupie tej zdobywa kolejne licencje, między innymi, jazdy konnej oraz instruktora sportu i rekreacji ruchowej w specjalności samoobrona. Szczególne zainteresował się ogniem, upadkami ze schodów i potrąceniami samochodowymi czy wleczenie za różnego rodzaju pojazdami. Podczas pobytu w Niemczech przeszedł szkolenie w grupie Stuntteam, w której zdobywa kolejną licencję. To Niemiecka grupa kaskaderów pracujących przy znanym serialu Alarm für Cobra 11 – Die Autobahnpolizei, pol. dosł. "Alarm dla Kobry 11 – Drogówka", w której koordynatorem i kaskaderem jest Walter März. Pod jego okiem uzyskał certyfikat i specjalizacje związane z używaniem ognia, a w szczególności posiadł wiedzę, doświadczenie i praktyczne umiejętności pozwalające mu na kreowanie postaci zajętych płomieniami. Obecnie dopracowuje projekt Stunts Fire Show poszerzając go o występy stunterów motocyklowych i pokaz driftu samochodowego z udziałem pirotechniki. Współpracuje z Holenderskim pirotechnikiem, wzbogacając wspólne występy o coraz nowsze atrakcje. Celem jest pokazanie podczas imprez eventowych pracę kaskadera na żywo, bez tricków.

## Role aktorskie i kaskadrskie
Doświadczenie na planie filmowym:
- 2006 "Wir welmeister" reż. S. Dehnhardt, M. Brodzki (statysta)
- 2008 "W 11" reż. J. Januszyk (kaskader)
- 2009 "Od pełni do pełni" reż.T. Szafrański (kaskader)
- 2009 "Detektywi" (off film) reż. K. Piotrowski, M. Jaszkowski (rola drugoplanowa – "łysy")
- 2009 "Szum" (off film) reż. M. Jaszkowski (praca na planie - kirowca)
- 2010/12 "Pierwsza miłość" serial TV reż.K. Łebski (obsada aktorska, epizod -"bonanza")
- 2010 "80 milionów" reż. W. Krzystek (kaskader, epizod – "internowany")[3]
- 2010 "Dlaczego ja?" reż. O. Khamidof odc. 18 (policjant Stefan Jarecki)
- 2010 "Pasaż" reż. M. Łazarkiewicz dwa odcinki pilotażowe (statysta)
- 2011 "Idziemy na wojnę" reż. K. Kasior (obsada aktorska - "blokers" i opieka kaskaderska)
- 2011 "Licencja na wychowanie" reż. J. Miszczak odc.12 (statysta)
- 2011: Głęboka woda – alkoholik Wojtek (odc. 3); prowadzący walki psów (odc. 12)
- 2011 "Świat według kiepskich" reż. Patrick Yoka serial TV Polsat (statysta)
- 2012 "Mechanizm obronny" reż. Dominik Matwiejczyk (obsada aktorska, konsultacje i koordynacja kaskaderska)
- 2012 "Galeria" reż. Jakub Miszczak serial TVP1 odc. 76 (statysta)
- 2013/09 "Pierwsza młość" (statysta)
- 2014/02 "Zagadki kryminalne" serial tv (Bruno)
- 2014/04 "Dlaczego Ja" serial tv (Zygmunt)
- 2014/06 "Dzień który zmienił moje życie" serial tv odc.58a (gangster II)
- 2014 "Ja Olga Hepnarova" Czesko-Polski film fab. reż. Tomas Weinreb i Petr Kazda (kaskader)
- 2014/08 "Dlaczego Ja" serial tv odc.596 (Ludwik)
- 2014/08,09 "Policjantki i policjanci" (Adam)
- 2015/08 "Plac zabaw" film fab. reż. Bartosz M. Kowalski (statysta)
- 2015/11 "Sługi Boże" film fab. reż. Mariusz Gawryś (statysta)
- 2015/12 "The Last Visa" "Posledni visum" Czesko-Chiński serial tv reż. Qing Hua (kaskader)
- 2016/06 "Ziemia Oławska" reż. Marek Marzejko (ewolucje kaskaderskie i efekty pirotechniczne)
- 2016/09 "Unfinished" film fab. Korea, reż. Noh Gyu Yeop (statysta)
- 2017/01 "Trudne sprawy" serial tv odc.699 (Antoni)
- 2017/01 "Policjantki i policjanci" serial tv (ojciec)
- 2017/01 "Świat według Kiepskich" serial tv (statysta)
- 2017/01 "Pierwsza miłość" serial tv (statysta)
- 2017/02 "Żużel" film fab. reż. Dorota Kędzierzawska (statysta)
- 2017/05 "Najlepszy" film fab. reż. Łukasz Polkowski (statysta)
- 2017/08 "Pierwsza miłość" serial tv (statysta)
- 2018/04 "Policjantki i policjanci" serial tv (Grzegorz)
- 2018/05 "Obrazy bez autora" Niemiecki film fab. reż. Florian Henckel von Donnersmack (kaskader)
- 2018/09 "Na ratunek 112" serial tv odc. 545/546 (kaskader)
- 2019/10 "Stasikomedie" Niemiecki film fab. reż. Leander Haußmann (obsada alkoholik w AA)
- 2022/07 "Wielki piątek" Hiszpański film reż. Ethel Jagolkowski Kfir (rola II planowa postać bez imienia)
- 2022/08 "Policjantki i policjanci" serial tv odc.943 (Mateusz)

Pokazy i eventy:
- 2003 AIKIDO – pokaz w ogrodzie japońskim
- 2007 Jack's City – pokazy w stylu western (kaskader)
- 2010 "Rajdowa pomoc" – show z udziałem kierowców rajdowych (kaskader)
- 2010 META sport klub – sylwestrowy pokaz samopodpalenia (kaskader)
- 2011 META sport klub – dzień św. Patryka, pokaz walki na miecze (kaskader)
- 2011 Jack`s City – pokaz broni westernowej i strzelania
- 2011 "Budujemy miasto sztuki" – Stunts Fire Show – pokaz samopodpalenia (kaskader)[4]
- 2011 Western show w Sadkowie – pokaz strzelania, rzuty lassem, wleczenie za koniem (kaskader)

Reklamy, programy TV, klipy i inne produkcje:
- 2008 reklama portalu piłkarskiego – (statysta, rola "ojciec")
- 2008 "Misiek Koterski Show" odc.8 (kaskader)
- 2009 seria 3 filmów MAXIMUS kaskader – ACID TV dla YT – (kaskader)
- 2O10 Baśka tivi 0dc.156-158 (rola "sutener", kaskader)
- 2010 ADIOS klip Rammstein reż. M. Jaszkowski (kaskader – dubler)

Jako muzyk zespołu KILERSI:
- 1998 "Budujemy mosty" – program TV2 prowadzony przez znanego aktora Mariusza Kiliana
- 1999–2001 "Krzyżówka 13-latków" – dla TV2 reż. W. Świętnicki z udziałem Jarosława Kulczyckiego i Andrzeja Nejmana

## Dyskografia zespołu
Dyskografia zespołu KILERSI:
- 1999 MC "KILERSI" wydawca ARTHA
- 1999 MC "HOLLYWOOD" wydawca ARTHA
- 1999 CD "HOLLYWOOD" wydawca ARTHA
- 2004 CD "NUTKI DLA MALUTKICH" wydawca GOOD SUMMER
- 2005 CD "ABECADŁO" wydawca MTJ
- 2007 CD "PIOSENKI DLA SUPER TATY" wydawca EMI
- 2007 CD "ABECADŁO" wydawca MTJ – limitowana edycja
- 2008 CD "BRZECHWA BY KILERSI" wydawca Warner Music Poland
- 2010 CD "ALIBABA I 40 ROZBÓJNIKÓW"-bajka muzyczna wydawca MTJ